# Sergueï Jourikov
Sergueï Nikolaïevitch Jourikov (21 novembre 1980 - 2 mai 2014) est un commandant de la milice populaire du Donbass dans la république populaire de Donetsk pendant la guerre du Donbass. Il est tué lors du siège de Sloviansk en combattant les forces gouvernementales ukrainiennes.

## Biographie
Sergueï Zhurikov est né à Sébastopol (Crimée) le 21 novembre 1980. Avant la guerre russo-ukrainienne, il a servi comme sacristain à la Laure des Grottes de Kiev.
Pendant la guerre russo-ukrainienne, il rejoint les forces séparatistes sous le nom de guerre « Romachka » (« Ромашка »), c'est-à-dire « Camomille », et devient l'un des chefs de la milice de Sloviansk.

## Décès
Au petit matin du 2 mai 2014, les forces gouvernementales ukrainiennes ont lancé une opération à grande échelle pour reprendre la ville de Sloviansk, lançant la deuxième offensive. Au cours des combats dans le centre de Sloviansk, Sergei Zhurikov est abattu par un tireur d'élite de l'armée ukrainienne le 2 mai 2014. Après sa mort, il est enterré à Seredyna-Bouda, dans l'oblast de Soumy en Ukraine,.